# Cá ướp muối

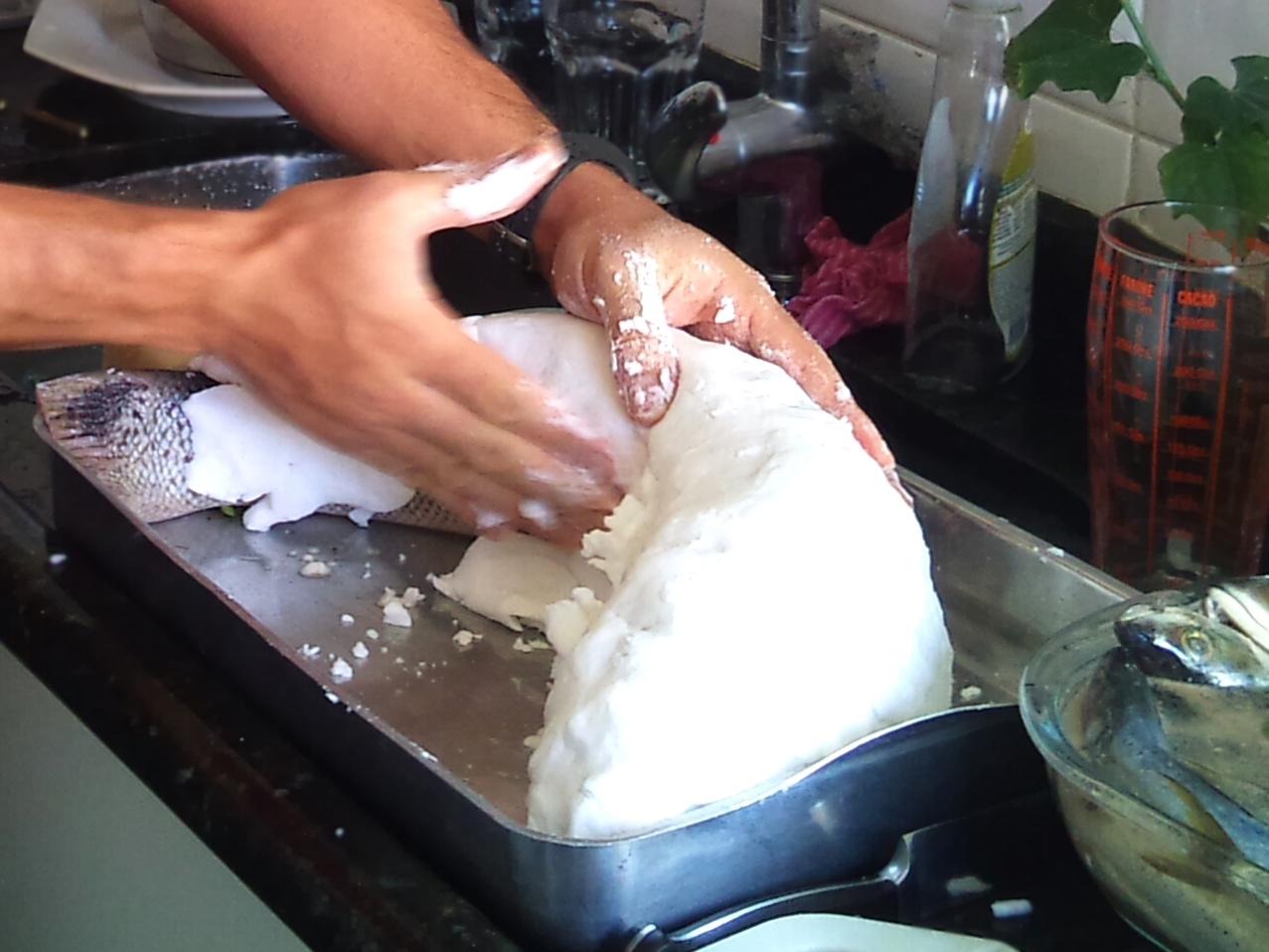
Một con cá bị ướp muối

Cá ướp muối hay còn gọi là muối cá là một hình thức bảo quản cá trong đó người ta ướp, xát với muối khô vào con cá để bảo quản nguồn thực phẩm sau này. Sấy khô hoặc ướp muối, hoặc với muối khô hoặc với nước muối, là phương pháp duy nhất có sẵn thông dụng để bảo quản cá cho đến tận thế kỷ thứ 19. Cá khô và cá muối (hoặc cá cả sấy khô và ướp muối) là một yếu của chế độ ăn ở vùng Caribbe, Bắc Phi, Đông Nam Á, miền Nam Trung Quốc, Scandinavia, ven biển Nga, và ở Bắc Cực. Ở Việt Nam có câu: "Cá không ăn muối cá ươn/con cãi cha mẹ trăm đường con hư".
Giống như các loại thịt muối ướp khác, nó cung cấp để bảo quản protein động vật, ngay cả trong trường hợp không lạnh chạy bằng điện. Đây là một trong những phương pháp lâu đời nhất của bảo quản thực phẩm. Việc uớp muối sẽ ức chế sự tăng trưởng của vi sinh vật bằng cách loại nước ra khỏi tế bào vi sinh vật qua thẩm thấu. Nồng độ muối đến 20% là cần thiết để tiêu diệt hầu hết các loài vi khuẩn không mong muốn. Hun khói, thường được sử dụng trong quá trình bảo dưỡng thịt, giảm thiểu quá trình thối rữa thêm hóa chất để bề mặt của thịt làm giảm nồng độ muối cần thiết. Muối được sử dụng bởi vì hầu hết các loại vi khuẩn, nấm và các sinh vật có khả năng gây bệnh khác không thể tồn tại trong một môi trường rất mặn.

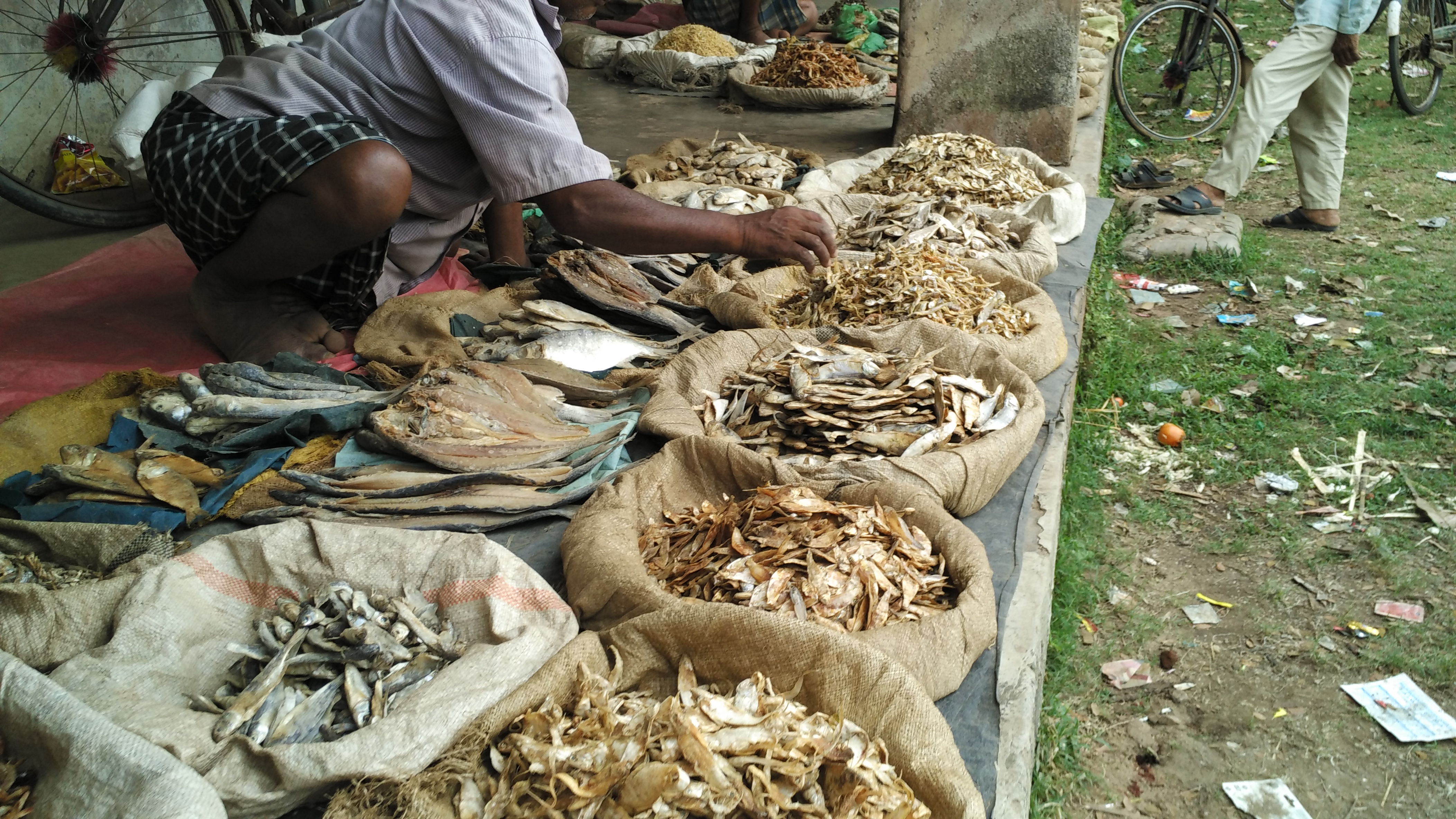
Cá khô muối